# FxPro
FxPro è un broker online privato con sede a Londra, Regno Unito, che offre contratti per differenza (CFD) su una vasta gamma di asset, tra cui valute (forex), materie prime, azioni, indici, futures e criptovalute. L’azienda è stata fondata nel 1999 a Cipro con il nome di EuroOrient Securities & Financial Services Ltd. Attualmente FxPro supporta sia il trading retail che istituzionale.

## Regolamentazione
FxPro è autorizzata e regolamentata da diverse autorità finanziarie. Nel 2010 ha ottenuto la licenza dalla Financial Conduct Authority (FCA) del Regno Unito, aprendo così il proprio ufficio a Londra.

## Storia
FxPro ha avviato la propria espansione internazionale aprendo sedi in Austria, Francia e Spagna. Nel 2011 ha aperto un ufficio in Australia, successivamente chiuso nel marzo 2013 a causa di nuove normative sui requisiti di capitale. I clienti australiani sono stati poi gestiti dalle sedi del Regno Unito e di Cipro.
Nel 2013, FxPro ha lanciato la piattaforma di social trading proprietaria "FxPro SuperTrader", che permetteva agli utenti di allocare fondi in strategie selezionate e verificate. Nel marzo 2015, FxPro ha iniziato a offrire anche la piattaforma MetaTrader 5 (MT5), affiancando così MetaTrader 4 (MT4) e cTrader.
Nel 2015, l’azienda ha annunciato l’intenzione di lanciare una IPO (offerta pubblica iniziale), ma ha rimandato i piani nel 2016 a causa dell’instabilità dei mercati finanziari e nuovamente nel 2017, in seguito a un inasprimento della regolamentazione da parte della FCA.

## Sponsorizzazioni
FxPro ha partecipato a numerose sponsorizzazioni sportive. Nel giugno 2010 ha firmato contratti triennali di sponsorizzazione con i club calcistici inglesi Fulham F.C. e Aston Villa.
Nel 2018, FxPro è diventata sponsor ufficiale del team McLaren di Formula 1. A partire dal Gran Premio di Monaco, il logo di FxPro è apparso sulla vettura McLaren MCL33.

## Sviluppi recenti
Nel 2021, FxPro ha investito 12 milioni di dollari in una nuova sede regionale alle Bahamas, che ospita anche BankPro, il suo servizio bancario digitale. L’anno successivo ha aperto un ufficio a Dubai per servire meglio i clienti della regione Medio Oriente e Nord Africa (MENA).
Nel 2023, FxPro ha ampliato la propria offerta introducendo il trading di criptovalute (inclusi Bitcoin, Ethereum e Ripple) sulla piattaforma cTrader. Nello stesso anno, l’azienda ha incrementato le proprie riserve da £2,6 milioni a £3,6 milioni, con un aumento delle attività del 4% al netto delle passività.

## Piattaforme
FxPro offre diverse piattaforme di trading, tra cui MetaTrader 4 (MT4), MetaTrader 5 (MT5), cTrader e FxPro Edge. Supporta sia il trading manuale che quello algoritmico.